# Centro Novo do Maranhão
Centro Novo do Maranhão est une municipalité brésilienne située dans l'État du Maranhão.